# Quarto de despejo
Quarto de despejo: diario de una mujer que tenía hambre, también traducido como La favela, o Cuarto de desechos, es un diario real de la escritora afrobrasileña Carolina Maria de Jesus, escrito mientras esta se encontraba viviendo en la favela Carindé de San Pablo, a orillas del río Tieté, en condiciones paupérrimas. 
La publicación del texto testimonial fue fortuita. El periodista brasileño Audálio Dantas la descubrió un día recogiendo papeles, y al preguntarle por el motivo que lo hacía, Carolina Maria de Jesus le explicó que era para la redacción de su diario personal.
Quarto de despejo registra la vida de su autora desde la entrada fechada el 15 de julio de 1955 (hay un paréntesis durante los años 1957-1958) hasta el 1 de enero de 1960.
El título hace referencia a la sensación que su autora tenía de vivir en un quarto de despejo, es decir, en una habitación destinada al desperdicio. El diario describe la vida miserable, sin futuro, de los habitantes de la favela, situación que se acrecienta cuando, como es el caso de la autora, se es negra, mujer y madre de tres hijos de los cuales debe hacerse cargo en soledad.
La primera edición, en San Pablo, fue de 10.000 ejemplares, que se agotaron en tres días. El texto rápidamente se convirtió en un best seller, repitiéndose las ediciones y traduciéndose a más de diez idiomas. En castellano, la traducción se publicó en Buenos Aires al año siguiente de la primera en portugués.

## Traducciones
La obra fue traducida por primera vez al español por Beatriz Broide de Sahovaler en 1961 y reeditada en 1963, bajo el sello de la editorial Abraxas, de Buenos Aires. Dos años después, en 1965 por la editorial de Casa de las Américas en Cuba.